# 다카라즈카 가극단 111기생
다카라즈카 가극단 111기생 (일본어: 宝塚歌劇団111期生 たからづかかげきだん111きせい[*])은 2023년 4월에 다카라즈카 음악학교에 입학, 2025년 3월에 졸업 및 다카라즈카 가극단에 입단한 39명을 가리킨다.

## 개요
2023년 음악학교 수험자 수는 612명이며, 경쟁률은 15.3:1 이었다. 전년도의 경쟁률이었던 17.3:1 보다 떨어졌다.
초무대 연목은, 호시구미 톱스타 레이 마코토의 퇴단 공연인 『아수라성의 눈동자/에스페란토!』이다.

## 일람
| 예명            | 생일      | 출신지                | 출신 학교                        | 신장(cm) | 애칭                 | 역할 | 퇴단년도 | 비고 |
| --------------- | --------- | --------------------- | -------------------------------- | -------- | -------------------- | ---- | -------- | ---- |
| 千隼 悠         | 5월 16일  | 아이치현 나고야시     | 세이레이고교                     | 172cm    | 치하야               | 남역 |          |      |
| 치하야 유우     | 5월 16일  | 아이치현 나고야시     | 세이레이고교                     | 172cm    | 치하야               | 남역 |          |      |
| 瑠希 友杏       | 6월 14일  | 오카야마현 오카야마시 | 국립오카야마대학교육학부부속중학 | 172cm    | 유안, 루, 마메코     | 남역 |          |      |
| 루키 유안       | 6월 14일  | 오카야마현 오카야마시 | 국립오카야마대학교육학부부속중학 | 172cm    | 유안, 루, 마메코     | 남역 |          |      |
| 絢花 澪         | 3월 27일  | 효고현 아카시시       | 현립아카시키타고교               | 163cm    | 아야네               | 여역 |          |      |
| 아야하나 미오   | 3월 27일  | 효고현 아카시시       | 현립아카시키타고교               | 163cm    | 아야네               | 여역 |          |      |
| 瞳花 みれ       | 9월 29일  | 오카야마현 오카야마시 | 현립오카야마이치노미야고교       | 164cm    | 미레, 마나밍, 난난   | 여역 |          |      |
| 토우카 미레     | 9월 29일  | 오카야마현 오카야마시 | 현립오카야마이치노미야고교       | 164cm    | 미레, 마나밍, 난난   | 여역 |          |      |
| 詩羽 月乃       | 11월 23일 | 효고현 다카라즈카시   | 칸사이가쿠인 중학부              | 162cm    | 챵, 베베             | 여역 |          |      |
| 우타하 츠키노   | 11월 23일 | 효고현 다카라즈카시   | 칸사이가쿠인 중학부              | 162cm    | 챵, 베베             | 여역 |          |      |
| 綺陽 なぎ       | 8월 30일  | 도쿄도 카츠시카구     | 오오츠마중학                     | 170cm    | 츠무                 | 남역 |          |      |
| 아야히 나기     | 8월 30일  | 도쿄도 카츠시카구     | 오오츠마중학                     | 170cm    | 츠무                 | 남역 |          |      |
| 琉月 りお       | 9월 18일  | 아이치현 코마키시     | 킨쵸가쿠인고교                   | 169cm    | 오리오, 노노노       | 남역 |          |      |
| 루츠키 리오     | 9월 18일  | 아이치현 코마키시     | 킨쵸가쿠인고교                   | 169cm    | 오리오, 노노노       | 남역 |          |      |
| 春彩 いのり     | 11월 15일 | 아이치현 나고야시     | 나고야여자대학고교               | 162cm    | 아이코, 이노리       | 여역 |          |      |
| 하루이로 이노리 | 11월 15일 | 아이치현 나고야시     | 나고야여자대학고교               | 162cm    | 아이코, 이노리       | 여역 |          |      |
| 雪乃 あい       | 10월 5일  | 카나가와현 요코하마시 | 요코하마후타바고교               | 160cm    | 유즈, 유우카         | 여역 |          |      |
| 유키노 아이     | 10월 5일  | 카나가와현 요코하마시 | 요코하마후타바고교               | 160cm    | 유즈, 유우카         | 여역 |          |      |
| 湖響 ゆう姫     | 1월 3일   | 시가현 오오츠시       | 시가대학교육학부부속중학         | 161cm    | 유우카, 우ー탄       | 여역 |          |      |
| 코쿄 유우히     | 1월 3일   | 시가현 오오츠시       | 시가대학교육학부부속중학         | 161cm    | 유우카, 우ー탄       | 여역 |          |      |
| 綾城 潤         | 3월 15일  | 도쿄도 아라카와구     | 아토미가쿠엔고교                 | 170cm    | 레이카               | 남역 |          |      |
| 아야시로 쥰     | 3월 15일  | 도쿄도 아라카와구     | 아토미가쿠엔고교                 | 170cm    | 레이카               | 남역 |          |      |
| 羽月 涼風       | 8월 3일   | 이바라키현 미토시     | 현립미토제2고교                  | 169cm    | 스즈카제, 오스즈     | 남역 |          |      |
| 하츠키 스즈카제 | 8월 3일   | 이바라키현 미토시     | 현립미토제2고교                  | 169cm    | 스즈카제, 오스즈     | 남역 |          |      |
| 陽咲 かりん     | 3월 17일  | 아이치현 나고야시     | 현립나고야니시고교               | 161cm    | 카나코치             | 여역 |          |      |
| 히사키 카린     | 3월 17일  | 아이치현 나고야시     | 현립나고야니시고교               | 161cm    | 카나코치             | 여역 |          |      |
| 実鞠 うい       | 1월 21일  | 아이치현 나고야시     | 킨쵸가쿠인고교                   | 160cm    | 우이, 부ー           | 여역 |          |      |
| 미마리 우이     | 1월 21일  | 아이치현 나고야시     | 킨쵸가쿠인고교                   | 160cm    | 우이, 부ー           | 여역 |          |      |
| ひまり 愛莉     | 2월 12일  | 오사카부 스이타시     | 칸사이대학 고등부                | 163cm    | 아코                 | 여역 |          |      |
| 히마리 아이리   | 2월 12일  | 오사카부 스이타시     | 칸사이대학 고등부                | 163cm    | 아코                 | 여역 |          |      |
| 琥珀 空         | 10월 13일 | 아이치현 미요시시     | 아이치슈쿠토쿠고교               | 172cm    | 베비, 하로ー베이비ー | 남역 |          |      |
| 코하쿠 소라     | 10월 13일 | 아이치현 미요시시     | 아이치슈쿠토쿠고교               | 172cm    | 베비, 하로ー베이비ー | 남역 |          |      |
| 天羽 輝空       | 4월 22일  | 도쿄도 메구로구       | 릿쿄죠가쿠인고교                 | 168cm    | 키소라, 쥬리         | 남역 |          |      |
| 아마하 키소라   | 4월 22일  | 도쿄도 메구로구       | 릿쿄죠가쿠인고교                 | 168cm    | 키소라, 쥬리         | 남역 |          |      |
| 帆乃 もも花     | 5월 15일  | 오사카부 톤다바야시시 | 부립카난고교                     | 163cm    | 호노                 | 여역 |          |      |
| 호노 모모카     | 5월 15일  | 오사카부 톤다바야시시 | 부립카난고교                     | 163cm    | 호노                 | 여역 |          |      |
| 朝霧 彗斗       | 10월 10일 | 카고시마현 카고시마시 | 카고시마준신여자고교             | 169cm    | 히비                 | 남역 |          |      |
| 아사기리 케이토 | 10월 10일 | 카고시마현 카고시마시 | 카고시마준신여자고교             | 169cm    | 히비                 | 남역 |          |      |
| 澄花 まい       | 8월 6일   | 도쿄도 메구로구       | 릿쿄죠가쿠인중학                 | 164cm    | 아키                 | 여역 |          |      |
| 스미카 마이     | 8월 6일   | 도쿄도 메구로구       | 릿쿄죠가쿠인중학                 | 164cm    | 아키                 | 여역 |          |      |
| 湊 英           | 2월 6일   | 사이타마현 사이타마시 | 현립예술종합고교                 | 169cm    | 하나, 노우치         | 남역 |          |      |
| 미나토 하나     | 2월 6일   | 사이타마현 사이타마시 | 현립예술종합고교                 | 169cm    | 하나, 노우치         | 남역 |          |      |
| 春真 幸         | 5월 21일  | 효고현 아시야시       | 칸사이가쿠인 고등부              | 168cm    | 아즈                 | 남역 |          |      |
| 하루마 코우     | 5월 21일  | 효고현 아시야시       | 칸사이가쿠인 고등부              | 168cm    | 아즈                 | 남역 |          |      |
| 遥陽 音         | 9월 1일   | 도쿄도 오오타구       | 칸다죠가쿠엔고교                 | 169cm    | 아ー칭, 오토         | 남역 |          |      |
| 하루히 오토     | 9월 1일   | 도쿄도 오오타구       | 칸다죠가쿠엔고교                 | 169cm    | 아ー칭, 오토         | 남역 |          |      |
| 遥花 なな       | 6월 25일  | 교토부 교토시         | 교토여자고교                     | 161cm    | 카나, 하루카나       | 여역 |          |      |
| 하루카 나나     | 6월 25일  | 교토부 교토시         | 교토여자고교                     | 161cm    | 카나, 하루카나       | 여역 |          |      |
| ゆるか 舞桜     | 6월 7일   | 효고현 카와니시시     | 오바야시세이신조시가쿠인고교     | 163cm    | 유카룽, 유카피ー     | 여역 |          |      |
| 유루카 마오     | 6월 7일   | 효고현 카와니시시     | 오바야시세이신조시가쿠인고교     | 163cm    | 유카룽, 유카피ー     | 여역 |          |      |
| 白蘭 薫         | 10월 23일 | 도쿄도 네리마구       | 토요에이와죠가쿠인 고등부        | 169cm    | 비앙카, 마호         | 남역 |          |      |
| 뱌쿠란 카오루   | 10월 23일 | 도쿄도 네리마구       | 토요에이와죠가쿠인 고등부        | 169cm    | 비앙카, 마호         | 남역 |          |      |
| 花御 莉凡       | 1월 3일   | 카나가와현 미우라군   | 키타카마쿠라죠시가쿠엔           | 169cm    | 리본, 사쿠, 랏코     | 남역 |          |      |
| 하나오 리본     | 1월 3일   | 카나가와현 미우라군   | 키타카마쿠라죠시가쿠엔           | 169cm    | 리본, 사쿠, 랏코     | 남역 |          |      |
| 一貴 蘭         | 10월 1일  | 효고현 고베시         | 쇼인고교                         | 165cm    | 키라                 | 남역 |          |      |
| 카즈키 란       | 10월 1일  | 효고현 고베시         | 쇼인고교                         | 165cm    | 키라                 | 남역 |          |      |
| 橙咲 じゅん     | 4월 26일  | 도쿄도 코토구         | 쇼와여자대학부속 쇼와고교        | 170cm    | 놋치, 코요미         | 남역 |          |      |
| 토우사키 쥰     | 4월 26일  | 도쿄도 코토구         | 쇼와여자대학부속 쇼와고교        | 170cm    | 놋치, 코요미         | 남역 |          |      |
| 路花 める       | 5월 22일  | 효고현 카와니시시     | 바이카고교                       | 164cm    | 메루메루, 미치카     | 여역 |          |      |
| 미치카 메루     | 5월 22일  | 효고현 카와니시시     | 바이카고교                       | 164cm    | 메루메루, 미치카     | 여역 |          |      |
| 涼雅 水         | 1월 20일  | 오사카부 사카이시     | 부립오오토리고교                 | 173cm    | 메이, 나이스         | 남역 |          |      |
| 료우가 스이     | 1월 20일  | 오사카부 사카이시     | 부립오오토리고교                 | 173cm    | 메이, 나이스         | 남역 |          |      |
| 春月 くれあ     | 6월 2일   | 치바현 마츠도시       | 히노데가쿠엔중학                 | 162cm    | 쿠레아, 쿠ー         | 여역 |          |      |
| 하루츠키 쿠레아 | 6월 2일   | 치바현 마츠도시       | 히노데가쿠엔중학                 | 162cm    | 쿠레아, 쿠ー         | 여역 |          |      |
| 七咲 りか       | 7월 11일  | 시가현 히가시오우미시 | 오우미쿄다이샤고교               | 164cm    | 리카, 에리카         | 여역 |          |      |
| 나나사키 리카   | 7월 11일  | 시가현 히가시오우미시 | 오우미쿄다이샤고교               | 164cm    | 리카, 에리카         | 여역 |          |      |
| 奏翔 耀         | 10월 24일 | 카나가와현 요코하마시 | 소신여학교 고등학부              | 170cm    | 캬논, 카논           | 남역 |          |      |
| 카나토 요우     | 10월 24일 | 카나가와현 요코하마시 | 소신여학교 고등학부              | 170cm    | 캬논, 카논           | 남역 |          |      |
| 瑚都 雅         | 7월 11일  | 효고현 이타미시       | 시립미나미중학                   | 169cm    | 코마                 | 남역 |          |      |
| 코토 미야비     | 7월 11일  | 효고현 이타미시       | 시립미나미중학                   | 169cm    | 코마                 | 남역 |          |      |
| 稀爽 礼         | 10월 9일  | 효고현 이타미시       | 현립이타미니시고교               | 172cm    | 라이아, 라이라이     | 남역 |          |      |
| 키소우 라이     | 10월 9일  | 효고현 이타미시       | 현립이타미니시고교               | 172cm    | 라이아, 라이라이     | 남역 |          |      |
| 一世 羅央       | 3월 5일   | 후쿠오카현 후쿠오카시 | 후쿠오카죠가쿠인고교             | 169cm    | 라오                 | 남역 |          |      |
| 잇세이 라오     | 3월 5일   | 후쿠오카현 후쿠오카시 | 후쿠오카죠가쿠인고교             | 169cm    | 라오                 | 남역 |          |      |
| 夏渚 稀         | 10월 25일 | 오사카부 히라카타시   | 부립사쿠야코노하나고교           | 172cm    | 나츠, 나기나기       | 남역 |          |      |
| 나츠나기 마레   | 10월 25일 | 오사카부 히라카타시   | 부립사쿠야코노하나고교           | 172cm    | 나츠, 나기나기       | 남역 |          |      |
| 紫宮 かなめ     | 5월 14일  | 히로시마현 히로시마시 | 히로시마죠가쿠인고교             | 164cm    | 미즈키, 모미지       | 여역 |          |      |
| 시노미야 카나메 | 5월 14일  | 히로시마현 히로시마시 | 히로시마죠가쿠인고교             | 164cm    | 미즈키, 모미지       | 여역 |          |      |

## 성적변화
- 입단 당시였던 2025년에 초무대 후 바로 조배속 된 것이 아니라, 구미마와리를 거쳐 2026년에 조배속이 될 예정이다.